# Кім Гван Сон
Кім Гван Сон (кор. 김광선; нар. 8 червня 1964, Північна провінція Чолла, Південна Корея) — південнокорейський боксер, олімпійський чемпіон 1988 року, чемпіон Азії та Азійських ігор.

## Аматорська кар'єра
На Кубку світу 1983 здобув три перемоги і став чемпіоном.
Олімпійські ігри 1984 
- 1/16 фіналу. Програв Полу Гонсалесу (США) — 0-5

На Кубку світу 1985 завоював бронзову медаль.
На чемпіонаті світу 1986 програв в першому бою Андреа Маннаї (Італія) — 2-3.
На Азійських іграх 1986 здобув чотири перемоги і став чемпіоном.
На Кубку світу 1987 здобув дві перемоги, зокрема над Андреасом Тевсом (НДР) у фіналі, і став чемпіоном.
На чемпіонаті Азії 1987 здобув чотири перемоги і став чемпіоном.
Олімпійські ігри 1988 
- 1/32 фіналу. Переміг Цеєна-Оїдовин Цереням (Монголія) — RSC
- 1/16 фіналу. Переміг Нокутхула Тшабангу (Зімбабве) — RSC
- 1/8 фіналу. Переміг Артура Джонсона (США) — 5-0
- 1/4 фіналу. Переміг Серафіма Тодорова (Болгарія) — 4-1
- 1/2 фіналу. Переміг Тімофея Скрябіна (СРСР) — 5-0
- Фінал. Переміг Андреаса Тевса (Німеччина) — 4-1

## Професійна кар'єра
Після Олімпійських ігор вирішив перейти у професіонали. Після п'яти перемог, вийшов на бій проти чемпіона WBC мексиканця Умберто Гонсалеса. Однак здобути перемогу йому не вдалося, 7 червня 1992 року чемпіон відправив корейця в нокаут у дванадцятому раунді. Через рік Кім знов вийшов на чемпіонський бій. 17 липня 1993 року йому протистояв чемпіон за версією WBC та IBF Майкл Карбахаль. Чемпіон відправив Кім Гван Сона в нокаут у сьомому раунді.